# Chris Columbus
Chris Columbus (* 10. září 1958 Spangler, Pensylvánie, USA) je americký režisér, filmový producent a scenárista.

## Kariéra
Po skončení školy začal pracovat jako scenárista pro Stevena Spielberga na filmech Rošťáci, Gremlins a Mladý Sherlock Holmes. Jeho režisérským debutem byl v roce 1987 film Noční dobrodružství. Největší úspěch ale sklidil s filmem Sám doma s Macaulay Culkinem. V roce 1995 založil svou vlastní produkční společnost 1492 Pictures, jméno je inspirováno Columbusovým nejslavnějším jmenovcem Kryštofem Kolumbem. Jeho pozdějšími úspěšnými filmy byli Mrs. Doubtfire – Táta v sukni, Sám doma, Andrew – člen naší rodiny, Harry Potter a Kámen mudrců, Harry Potter a Tajemná komnata a Percy Jackson: Zloděj blesku.

## Filmografie
- Lehkomyslní (1984) (scenárista)
- Gremlini (1984) (scenárista)
- Rošťáci (1985) (scenárista)
- Mladý Sherlock Holmes (1985) (scenárista)
- Noční dobrodružství (1987) (režisér)
- Heartbreak Hotel (1988) (režisér, scenárista)
- Sám doma (1990) (režisér)
- Sám a sám (1991) (režisér, scenárista)
- Little Nemo: Adventures in Slumberland (1992) (scenárista)
- Sám doma 2: Ztracen v New Yorku (1992) (režisér)
- Mrs. Doubtfire – Táta v sukni (1993) (režisér)
- Dva v tom (1995) (režisér)
- Druhá nebo první (1998) (producent, režisér, scenárista)
- Andrew – člen naší rodiny (1999) (producent, režisér)
- Harry Potter a Kámen mudrců (2001) (výkonný producent, režisér)
- Harry Potter a Tajemná komnata (2002) (výkonný producent, režisér)
- Harry Potter a vězeň z Azkabanu (2004) (producent)
- Fantastická čtyřka (2005) (výkonný producent)
- Bohémové (2005) (režisér)
- Noc v muzeu (2006) (producent)
- Fantastická čtyřka a Silver Surfer (2007) (výkonný producent)
- I Love You, Beth Cooper (2008) (producent)
- Percy Jackson: Zloděj blesku (2010) (režisér, producent)
- Percy Jackson: Moře nestvůr (2013) (režisér, producent)
- Pixely (2015) (režisér)